# Aedes horrescens
Aedes horrescens är en tvåvingeart som beskrevs av Edwards 1935. Aedes horrescens ingår i släktet Aedes och familjen stickmyggor. Inga underarter finns listade i Catalogue of Life.